# Broodbeleg

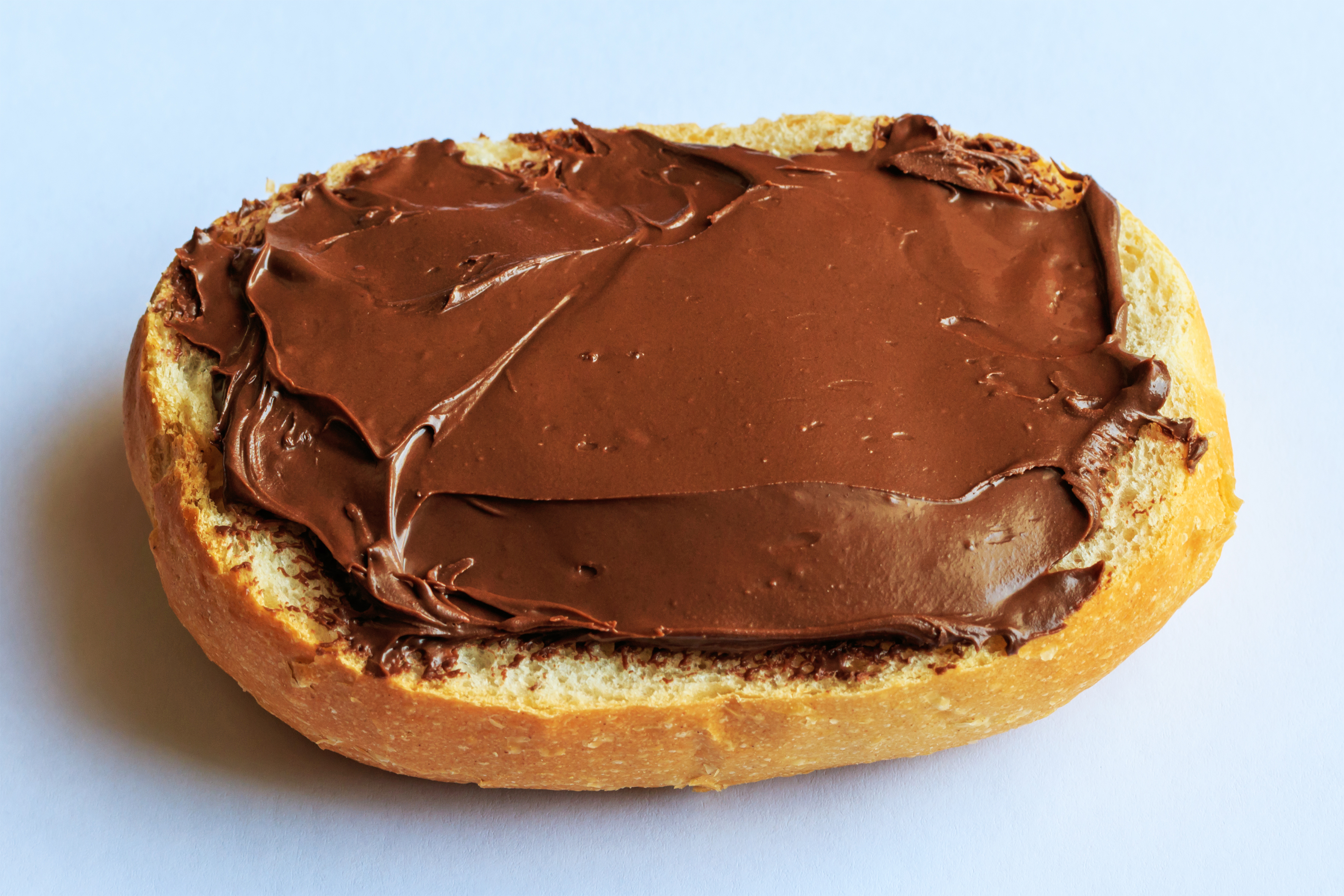
Chocoladepasta als broodbeleg

Broodbeleg (in België ook toespijs of bijval) is dat wat op brood wordt gesmeerd en/of gelegd. De smaak van brood wordt hierdoor verrijkt, deze kan worden gevarieerd en de voedingswaarde neemt toe. Veelal wordt het brood eerst bestreken met een laagje boter, margarine of iets vergelijkbaars. Dit maakt het geheel niet alleen smeuïger, maar is ook handig, vooral in combinatie met strooibaar beleg.
In vroeger tijden werd brood vaak niet belegd. Op enig moment is men in sommige streken boterhammen gaan beleggen, aanvankelijk met vet zoals boter of reuzel, maar ook met kaas, vleeswaar, groente, zoetigheid en andere producten.
De variatiemogelijkheden bij broodbeleg zijn schier eindeloos (zie bijvoorbeeld smørrebrød en  sandwich). Als broodbeleg worden gebruikt:
- appelstroop, agavestroop of dadelstroop[1]
- basterdsuiker of andere vormen van suiker
- chocoladepasta, hazelnootpasta of duopasta[1]
- ei, gekookt of gebakken (omelet)
- groenten, zoals kropsla, tomaat, tuinkers, augurk, avocado, radijs en komkommer of gegrilde courgette, paprika of aubergine.[1]
- groentespreads, zoals pesto, tapenade, guacamole of baba ganoush.[1]
- hagelslag (pure of melkchocolade) of daarmee vergelijkbare producten zoals chocoladevlokken, vruchtenhagel, (gestampte) muisjes of anijshagel.[1]
- honing
- jam/confituur[1] of marmelade
- kaas (in plakjes, korreltjes of geraspt) en andere zuivelproducten zoals smeerkaas, roomkaas en hüttenkäse
- koek zoals ontbijtkoek, speculaas of speculoos (koekje of schuddebuikjes) of kokosbrood[1]
- pindakaas of andere pasta's van peulvruchten (zoals hummus), zaden (bijvoorbeeld van zonnebloempitten of sesamzaad, zoals tahin) of noten (zoals hazelnoot-rozijnenpasta of gemengde notenpasta)[1]
- speculaaspasta en speculoospasta
- tofoe en tempeh[1]
- vis
- vleeswaren of andere vleesproducten zoals gebakken kip, tartaar, paté of filet Americain
- vruchten, zoals aardbeien, (gebakken) appel, banaan, bessen of granaatappelpitjes.[1]

Voor de meeste dierlijke producten zijn in de 20e en 21e eeuw ook vegetarische of veganistische alternatieven ontwikkeld, zoals voor paté, filet Americain, boterhamworst, kipfilet, kaas, roomkaas en andere vleeswaren en zuivelproducten.